# Waarom heeft niemand mij verteld dat het zo erg zou worden in Afghanistan
Waarom heeft niemand mij verteld dat het zo erg zou worden in Afghanistan is de eerste speelfilm die werd gedraaid met een mobiele telefoon. De Nederlandse filmmaker Cyrus Frisch maakte de film vrijwel geheel alleen: hij was de hoofdrolspeler, regisseur en producent, bediende de camera op de telefoon en verzorgde het scenario en de montage. Voor het geluid werkte hij samen met Picastro
en Jake Mandell.
De film gaat over de angsten van een oorlogsveteraan die hij heeft opgelopen tijdens een militaire missie in Afghanistan en speelt zich grotendeels af in en bij de woning van de hoofdpersoon na zijn terugkeer in Nederland, zoals wat hij waarneemt vanaf zijn balkon. De wazigheid van de met de telefoon opgenomen beelden drukt in combinatie met de ruis op het geluidsspoor de onrust en angst uit die de hoofdpersoon voelt.
De film ging in 2007 in première op het Internationaal Filmfestival Rotterdam en was later onder andere te zien op het Tribeca Film Festival in New York.